# Momir Bulatović
Momir Bulatović (Cirílico: Момир Булатовић; Belgrado, 21 de septiembre de 1956-Kuči, Montenegro; 30 de junio de 2019) fue el primer presidente de Montenegro (1990-1998). También fue primer ministro de la República Federal de Yugoslavia (1998-2000). Fue uno de los aliados más importantes de la causa serbia en general, y de Slobodan Milošević en particular, durante las guerras yugoslavas surgidas durante la disolución de Yugoslavia.